# Martín Purtschert
Martín Purstchert (Ibarra, Ecuador, 5 de junio de 1987) es un futbolista ecuatoriano que juega de centrocampista.

## Inicios
De padre suizo y madre ecuatoriana, Martín viene de una familia empresaria fundadora de la empresa de lácteos Floralp. Su historia empezó desde muy pequeño en la escuela de fútbol juvenil caleño de Ibarra.
A nivel profesional fue el Valle del Chota quien lo acogió Pedro Delgado en ese tiempo DT del club fue quien se fijó en él.
Su buena técnica y fuerte remate de larga distancia sedujeron al entrenador que lo reclutó. Su sueño era jugar en la Premier League de Inglaterra.

## Trayectoria
Martín se inició en Valle del Chota en 2004 disputando el campeonato de ascenso a la Serie B de Ecuador siendo uno de los mejores jugadores de la segunda categoría del Ecuador.
Tuvo un breve paso por el SV Muttenz de Suiza en la temporada 2005 - 2006 
El Imbabura Sporting Club lo contrata y obtiene el ascenso a la Serie B de Ecuador Pero a la llegada del DT argentino José Luis Migueles le terminó pasando factura, del equipo de primera pasó a la sub-20 y luego salió del club.
Pasó a formar parte del club Club Deportivo Teodoro Gómez de la Torre de Imbabura que disputaba la Segunda Categoría de Ecuador.
En 2010 regresó al equipo que lo vio nacer. Con más experiencia y madurez se echó el equipo al hombro. Fue designado capitán y cumplió con su cometido. 
En 2012 jugó por Mushuc Runa Sporting Club de la Serie B de Ecuador, para luego jugar en el Pilahuin Tío Sporting Club de la Segunda Categoría de Ecuador la temporada 2013. 
En 2014 hasta 2015 fue fichado por el club Alemán SSV Reutlingen de la Oberliga.
en la actualidad se encuentra sin club.

## Estilo de juego
Juega de centrocampista y cuenta de un buen remate de larga distancia y una buena técnica, fue galardonado como el jugador más correcto de la segunda categoría.

## Clubes
| Club            | País     | Año       |
| --------------- | -------- | --------- |
| Valle del Chota | Ecuador  | 2004-2007 |
| Teodoro Gómez   | Ecuador  | 2008-2009 |
| Valle del Chota | Ecuador  | 2010-2011 |
| Mushuc Runa     | Ecuador  | 2012      |
| Pilahuin Tio    | Ecuador  | 2013      |
| Teodoro Gómez   | Ecuador  | 2014      |
| SSV Reutlingen  | Alemania | 2014-2015 |